# 福岡市交通局4000系電車
福岡市交通局4000系電車（ふくおかしこうつうきょく4000けいでんしゃ）は、福岡市交通局（福岡市地下鉄）の通勤形電車。

## 概要
1981年（昭和56年）の福岡市地下鉄開業以来（当時は1号線）、1000系およびそのリニューアル車である1000N系が使用されてきたが、製造より40年を迎えることから、後継車両を導入することとされた。のちに形式が「4000系」となることが発表された。
1000N系の老朽化に伴う置き換え用として導入され、2024年度から2027年度にかけて1000N系と同数の6両編成18本（108両）が導入される予定であり、製造は川崎車両が全車を担当する。2024年度は3本、2025年度から2027年度までは5本ずつの導入を計画している。
2024年（令和6年）4月24日に最初の編成が川崎車両より甲種輸送され、姪浜車両基地へ搬入された。同年10月27日、最初の編成が姪浜駅にて開催された見学会に出展され、初めての一般公開となった。同年11月29日に営業運転が開始された。
本形式は1992年（平成4年）に登場した2000系以来、空港線・箱崎線用の車両としては32年ぶりの新型車両となる。
2025年（令和7年）には鉄道友の会よりローレル賞を受賞した。

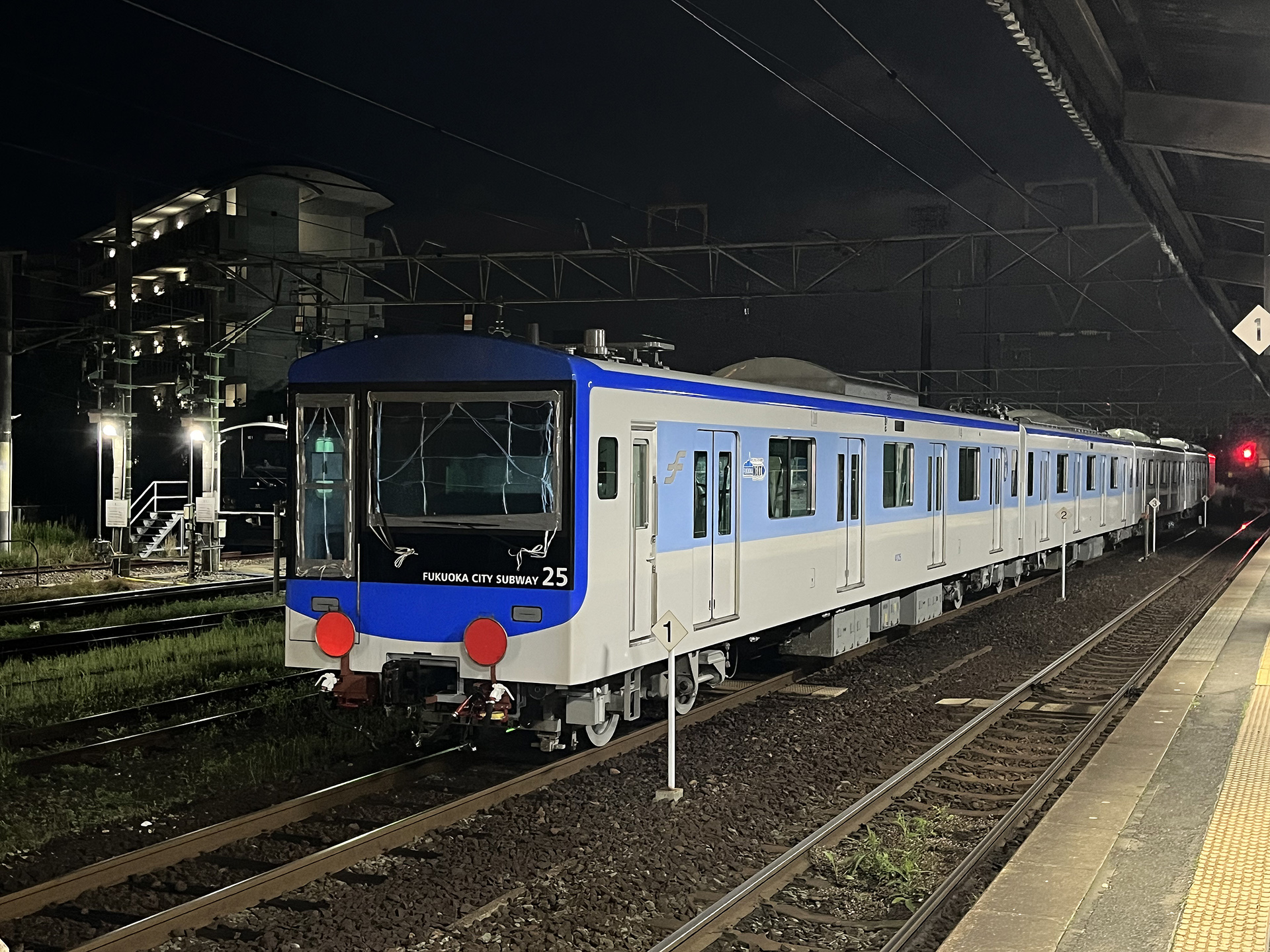
甲種輸送されていた4000系の最初の編成（西唐津駅、2024年4月24日夜間）
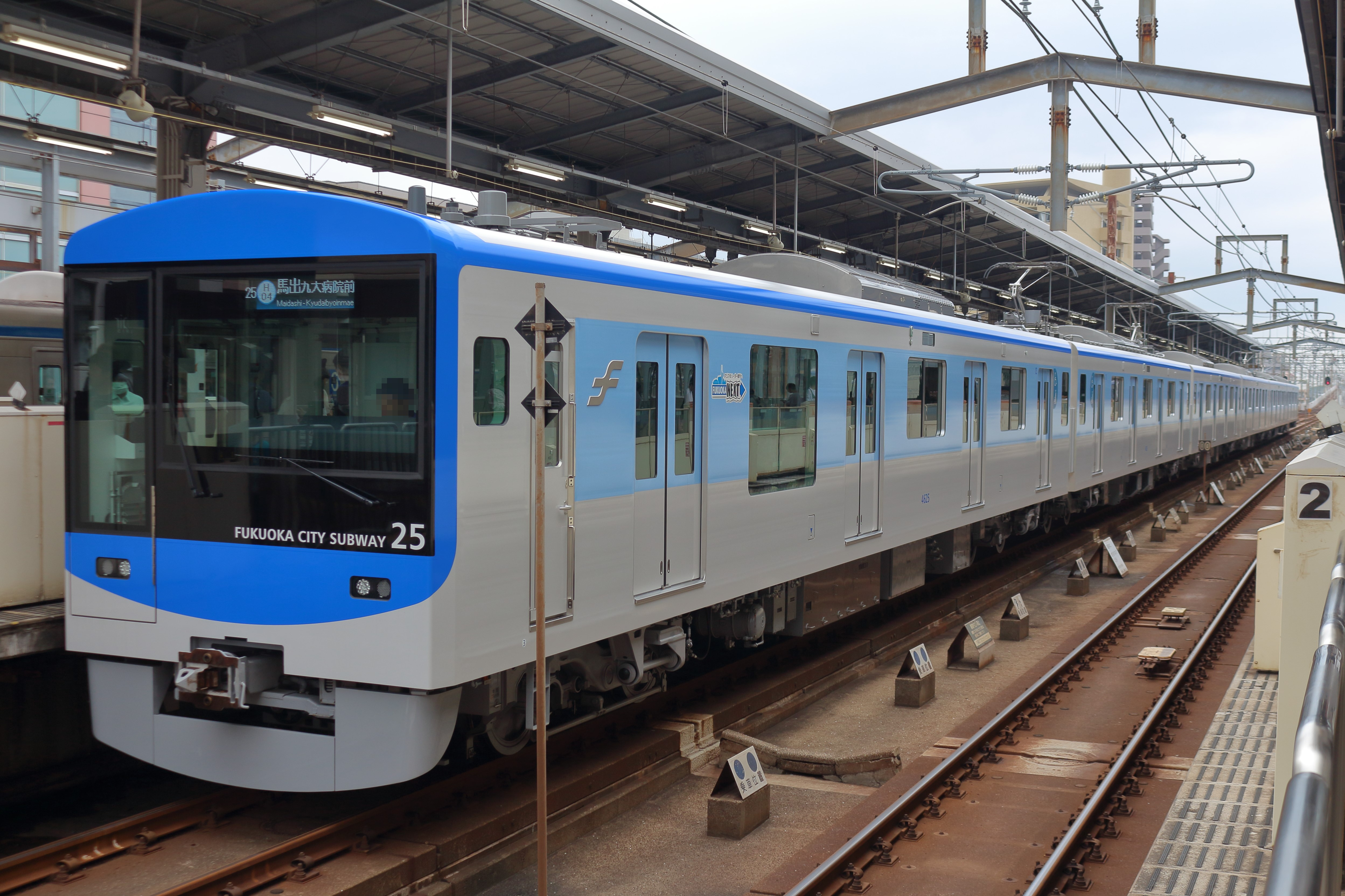
見学会で一般公開された4000系（姪浜駅、2024年10月27日）

## 車両概説
本形式は「一人ひとりにやさしい移動空間～福岡の次世代へ向けて～」をコンセプトにサービス面、静粛性、安全性と安心の確保、省エネルギーと省メンテナンスを重点に置いて設計された。

### 車体
車体は、全長20 m（車体長19.9 m）全幅2.86 m 全アルミニウム合金製ボギー客車である。
前面形状は切妻形状であり、運転席前方の視認性や保守性の向上を図っており、先頭部屋根側はアーチ構造とし、前面部・側面部のオフセット衝突の強化をするとともに意匠性を向上させている。
車体配色は既存の1000N系・2000N系に準じたブルーのラインを継承しつつ、「空の玄関口」となる福岡空港と希望の未来をイメージしたスカイブルーのラインを新たに車体中央部へ配したものとした。

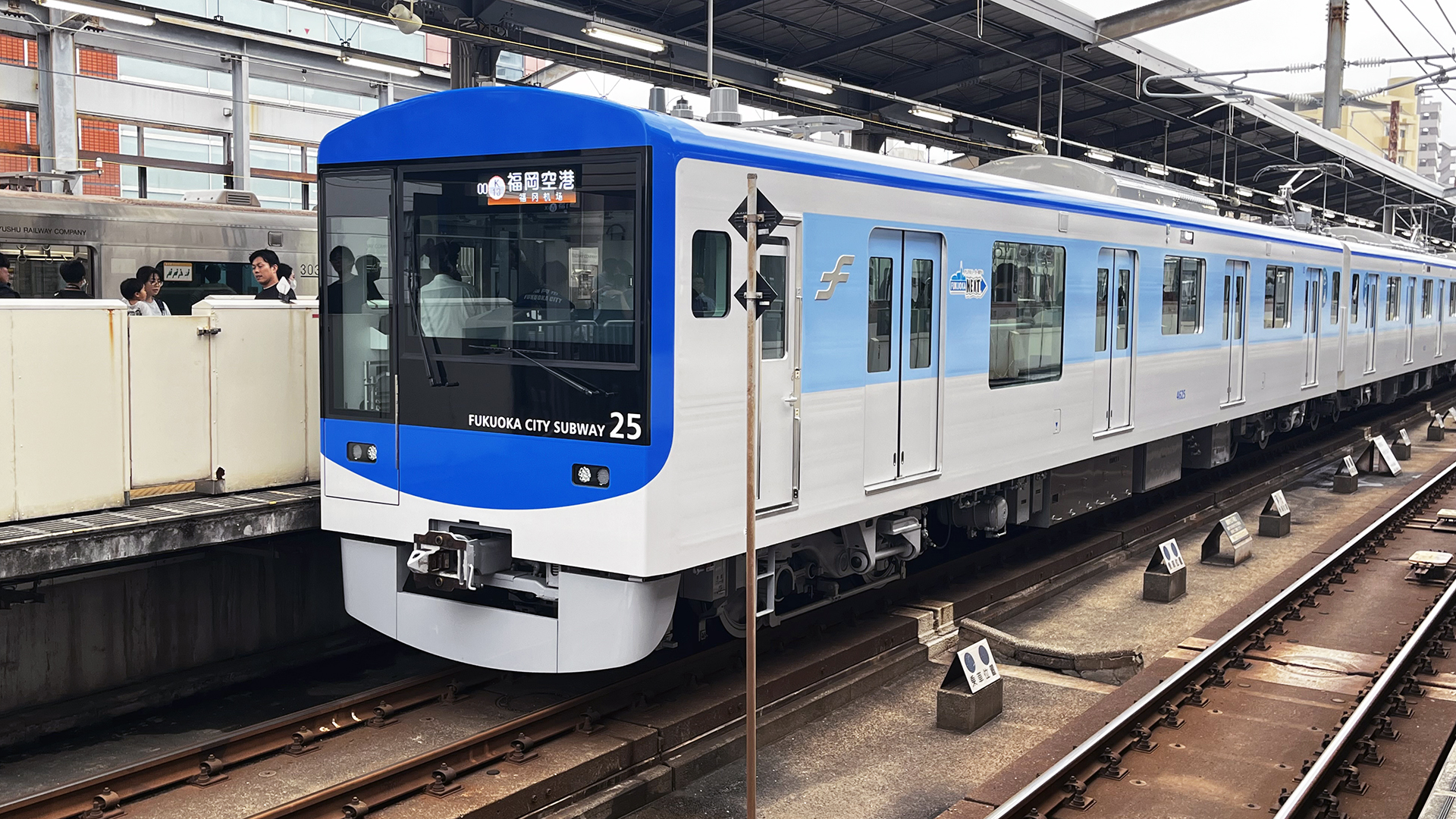
前面形状は切妻形状、車体配色はスカイブルーのラインを新たに車体中央部へ配したものとしている

### 内装
座席は既存車同様のロングシートとしたが、一般席は1人あたりの座席幅を国内最大級の 480 mm として快適性を向上させた。袖仕切りや荷棚などにガラスを用いることで明るさと広さを感じさせる空間としている。側窓ガラスはUVカット・IRカット機能を持ったグリーン着色の熱線吸収ガラスを使用しており、カーテンの設置は省略した。
先頭車の車端部は片方を優先席、もう片方を車椅子・ベビーカースペースとした。中間車の車端部は優先席または車椅子・ベビーカースペースで、優先席のうち片方は通常の座席よりも40 mm高くすることで、立ち座りのしやすさに配慮するほか、仕切りとなるひじ掛けを設置する（立ち座りしやすいシート）。車内貫通扉には小さな力で開閉できるアシストレバーが取り付けられている。
このほか、福岡空港・貝塚寄り先頭車となる6号車には「フリースペース」を設けている。海側は子供連れや車椅子・ベビーカー利用者に配慮したもので、子供でも車窓を楽しめるよう、幅1,720 mm、高さ1,236 mmの大型窓を設置している。大型窓部分の座席は省略し、両端に保護者などが2方向から腰掛けられる座席を配している。山側はキャリーバッグなどの大きな荷物を抱えた利用者に配慮したもので、2人掛けロングシートを2基配している。座席間の中央と端部は荷物スペースとしており、荷物を支えられるよう袖仕切板は小型のものとした。
乗降扉は、車体片側4箇所に直流モーター駆動のラック・アンド・ピニオン式SY490571形・戸閉機で開閉する両開きドアを設け、幅は1,300mmとしてラッシュ時の乗降をスムーズにできる構造とした。
車内案内表示装置は3画面の液晶ディスプレイ式となり、うち2画面を路線図や次駅等の案内用、残り1画面をニュースや広告用として用いる。
車内防犯対策として、乗務員のほか、交通局の職員がリアルタイムで監視できるようにし、迅速な状況把握を行えるよう各車両に防犯カメラを4台ずつ設置する。
空調装置は日立製作所製HRB504-14形集中式、能力は58.14kW (50,000kcal/h・CU731形) 品が搭載されている。

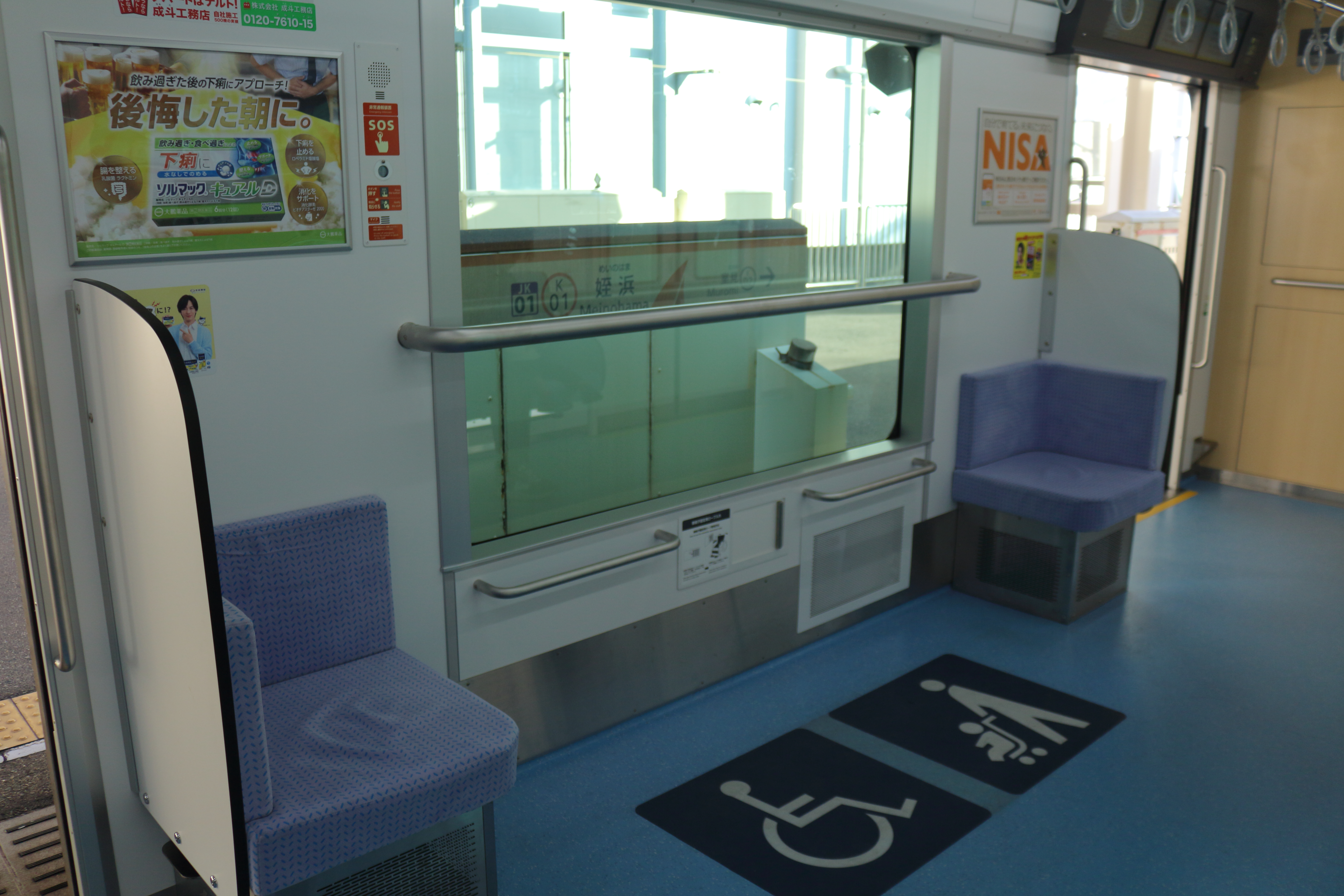
6号車海側に設けられた展望席。窓が通常より大きくなっているのがわかる。
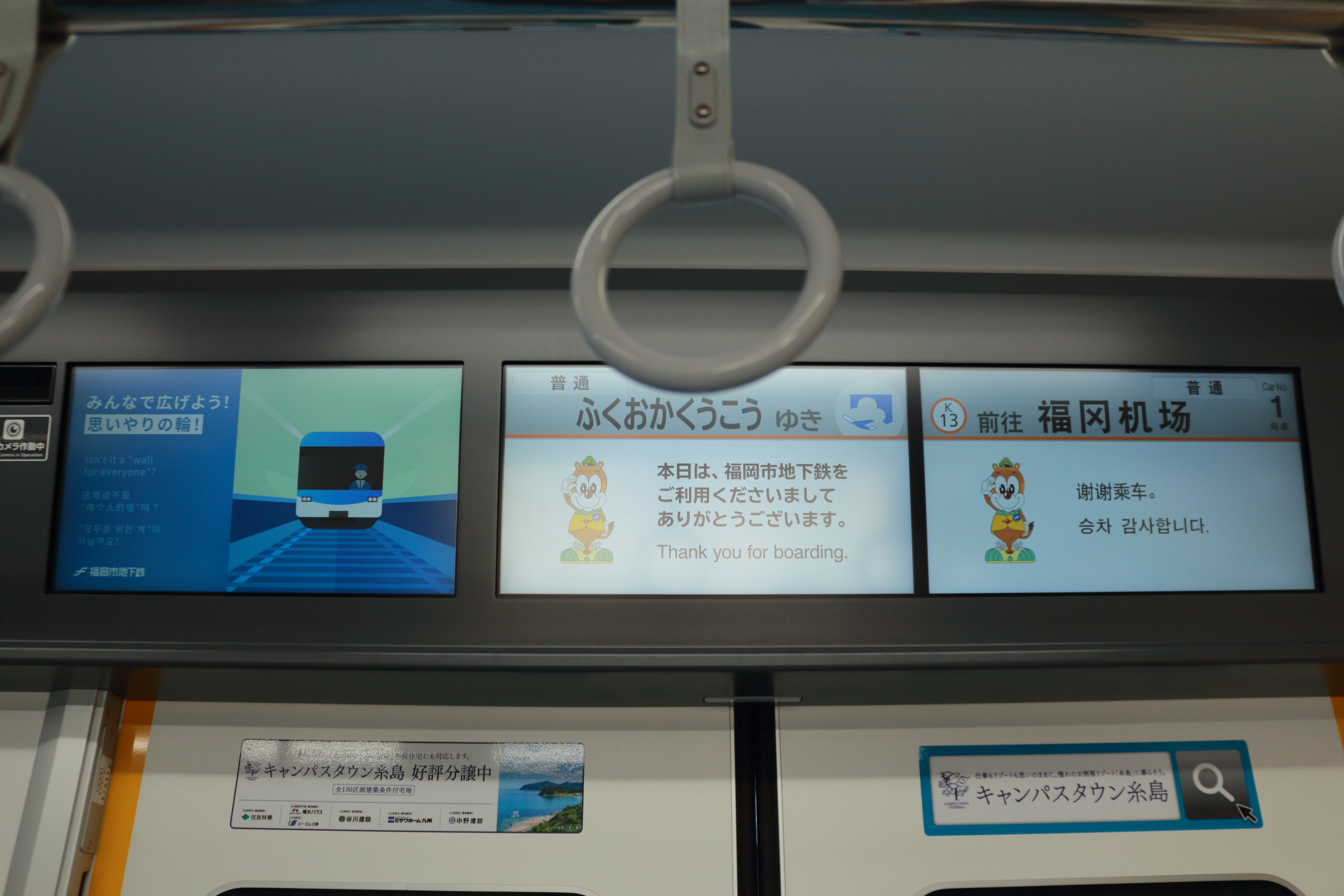
ドア上に設けられた3画面のLCD。
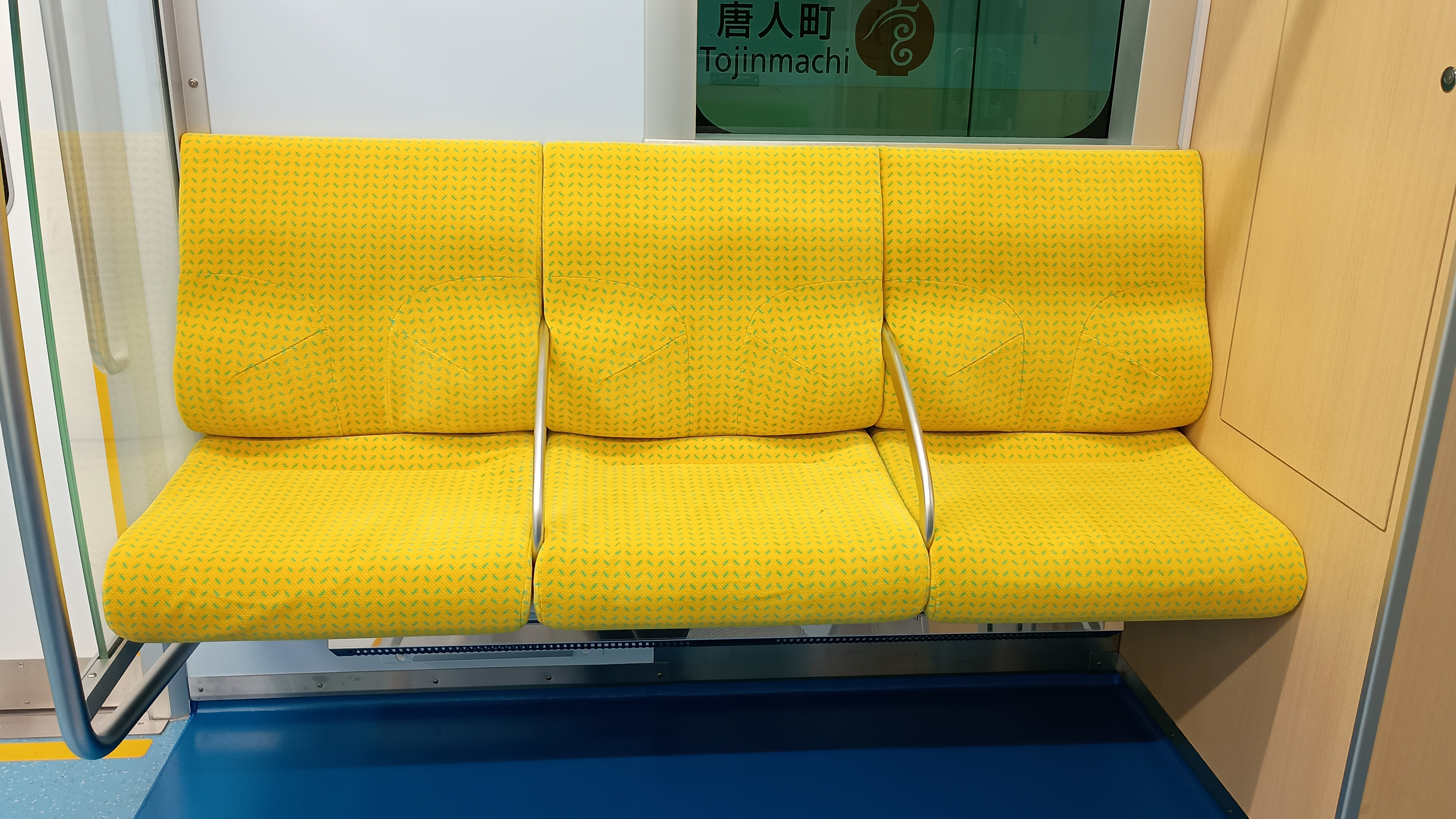
仕切りが設けられ、座面が通常より高くなっている優先席。

### 乗務員室
乗務員室は広い視界を確保するため、非常用貫通開戸を右側に寄せている。主幹制御器は左手操作式ワンハンドルマスコンを採用、デッドマン装置および力行ロック解除機能を搭載し、操作性の向上を図っている。速度計や圧力計といった計器類、保安表示灯類は廃し、これらは液晶ディスプレイ（LCD）画面に表示するグラスコックピットを採用している。

### 走行機器など
主電動機に営業列車への本格導入としては世界初となる同期リラクタンスモーター（190 kW出力）を採用した。既存車両のかご形三相誘導電動機と比較してさらに高効率になっており、使用電力量は約20％の削減を見込んでいる。また、全閉式となっているため、塵埃の侵入を防ぎ、内部清掃の省力化が図られている。。制御装置は三菱電機製の2レベルハイブリッドSiC素子を使用したVVVFインバータ制御を採用した。
台車は日本製鉄製のリンク式片軸操舵台車とし、曲線部通過時の走行安定性の向上、および走行音の軽減を図った。基礎ブレーキについては非操舵軸（固定軸）は一般的な踏面ブレーキ方式（ユニットブレーキ）だが、操舵軸は1軸2枚のディスクブレーキ方式とされた。
また、運行中の車両を遠隔監視できるものとして車両情報監視システムを導入する。これにより、車両故障などの運行障害が生じた場合に迅速な対応ができるものとしている。
補助電源装置はIGBT素子を使用した静止形インバータ（SIV）を1編成で2台搭載する（富士電機製CDA2105形）。定格容量は160kVA、出力電圧は三相交流440V,60Hzのほか、単相交流200V、100V,60Hz、直流100V、24Vが出力される。
空気圧縮機（CP）は潤滑油が不要なオイルフリー式スクロール式を採用した（RR16T形・吐出量 1,360 NL/min・ノルマルリットル）。装置はナブテスコ製で、1台の機器箱に2台のCPおよび周辺機器が収納されたもので、これを1編成で2ユニット搭載した。
- 4000系の走行音（西新駅、2025年1月）

## 編成表
|          | ← 筑前前原・姪浜貝塚・福岡空港 → |                    |                    |                    |                    |                    |
| 号車     | 1                                | 2                  | 3                  | 4                  | 5                  | 6                  |
| 形式     | 4100形 (Mc1)                     | 4200形 (M2)        | 4300形 (M3)        | 4400形 (M4)        | 4500形 (M5)        | 4600形 (Mc6)       |
| 機器配置 | BT                               | VVVF               | SIV,CP             | SIV,CP             | VVVF               | BT                 |
| 車両重量 | 33.3 t                           | 33.3 t             | 31.5 t             | 31.6 t             | 33.4 t             | 33.4 t             |
| 車両定員 | 134名 （座席39名）               | 145名 （座席45名） | 145名 （座席45名） | 145名 （座席45名） | 145名 （座席45名） | 135名 （座席33名） |
| 車両番号 | 4125 ：                          | 4225 ：            | 4325 ：            | 4425 ：            | 4525 ：            | 4625 ：            |

凡例
- VVVF：VVVFインバータ装置（1C1M×6群）、SIV：補助電源装置、CP：空気圧縮機、BT：蓄電池

## 運用
2024年4月24日に前述の通り最初の編成が搬入され、同年5月20日より試運転が開始された。同年11月29日に姪浜駅で出発式を行い、同日の姪浜15:00発福岡空港行きより営業運転が開始された。
地下鉄空港・箱崎線内のほか九州旅客鉄道（JR九州）筑肥線の姪浜駅 - 筑前前原駅間への直通運転にも使用される。

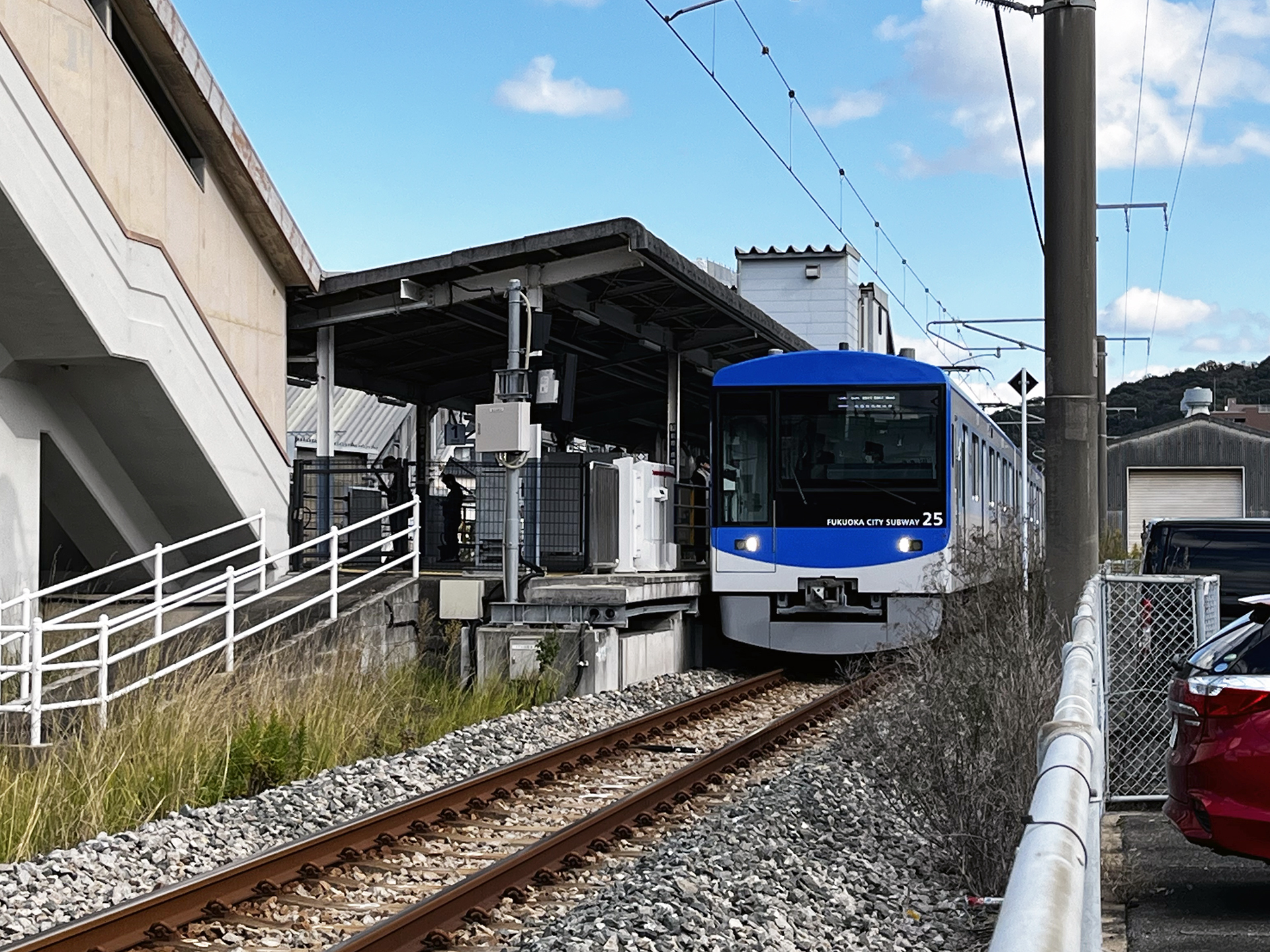
筑肥線での初運用（今宿駅、2024年12月4日）